# Sarcophaga klinzigi
Sarcophaga klinzigi är en tvåvingeart som beskrevs av Andy Z. Lehrer 1993. Sarcophaga klinzigi ingår i släktet Sarcophaga och familjen köttflugor. Inga underarter finns listade i Catalogue of Life.